# Bettona
Bettona (Vettona in Latino) è un comune italiano di 4 241 abitanti della provincia di Perugia che si erge al confine nordorientale dei Monti Martani. È inserito tra i Borghi più belli d'Italia.

## Geografia fisica e clima
- Classificazione climatica: zona E, 2149 GR/G

Bettona fa parte di:
- Comunità Montana Monti del Trasimeno
- Città dell'Olio
- Strada dei Vini del Cantico

| Bettona (353 m s.l.m.) | Gen  | Feb  | Mar | Apr | Mag | Giu | Lug | Ago | Set | Ott | Nov | Dic | Anno |
| ---------------------- | ---- | ---- | --- | --- | --- | --- | --- | --- | --- | --- | --- | --- | ---- |
| Tp. max. media (°C)    | 9    | 9    | 13  | 17  | 22  | 26  | 30  | 30  | 25  | 20  | 14  | 10  | 18,8 |
| Tp. min. media (°C)    | 3    | 2    | 4   | 7   | 11  | 14  | 16  | 17  | 14  | 11  | 7   | 4   | 9,2  |
| Giorni di gelo         | 10,9 | 11,5 | 7,3 | 1,5 | 0   | 0   | 0   | 0   | 0   | 0,2 | 2,9 | 8,8 | 43,1 |
| Precipitazioni (mm)    | 56   | 62   | 60  | 78  | 59  | 36  | 23  | 28  | 49  | 69  | 92  | 76  | 680  |
| Neve (giorni)          | 1,2  | 2,1  | 0,9 | 0   | 0   | 0   | 0   | 0   | 0   | 0   | 0,2 | 1,2 | 5,6  |

## Storia
La città ha origini etrusche, l'unica sulla sponda orientale del Tevere; gli abitanti di Bettona vengono citati in Plinio, NH III.114 (Vettonenses), e in altri autori antichi e iscrizioni.
Nel periodo in cui l'Umbria cadde sotto il controllo romano, Bettona venne eletta municipio (Vettona) ed entrò a far parte delle colonie Clusturmina e Lemonia. Nella guerra tra Augusto e Marco Antonio, la città si schierò al fianco di quest'ultimo, riportando una grave sconfitta. 
Con l'avvento del Cristianesimo, Bettona, situata lungo la via Amerina, una delle più importanti vie di comunicazione verso il Nord, venne presto evangelizzata dal pastore san Crispolto.
Durante le invasioni barbariche anche per Bettona cominciò una rapida decadenza. Passò sotto il dominio bizantino e in seguito al Ducato di Spoleto. Libero comune fin dal XII secolo, si sottomise prima ad Assisi.
Nel 1352 in seguito alla conquista da parte di Perugia, la città (eccezion fatta per le chiese) venne arsa e demolita, 157 notabili del luogo vennero condotti prigionieri a Perugia e con essi il corpo di san Crispolto. 
Nel 1367 il cardinale Egidio Albornoz ordinò che la città venisse ricostruita in una cerchia di mura più ristretta della precedente, ma ben più fortificata.
Nel 1371 Bettona riebbe il corpo del suo santo protettore e martire.
Bettona passò sotto la Signoria dei Trinci di Foligno, dal 1389 al 1425, anno in cui fu concessa dal Papa ai Baglioni di Perugia. Dal 1648 Bettona tornò a essere dello Stato Pontificio e vi restò fino all'unificazione nazionale.

### Simboli
Lo stemma del Comune di Bettona è stato riconosciuto con DCG del 9 aprile 1934.
Il gonfalone, concesso con DPR del 15 marzo 1951, è un drappo partito di rosso e di bianco.

## Monumenti e luoghi d'interesse
- Cinta muraria medievale: costruita nel XII secolo, incorpora porzioni di mura etrusche. Circonda il borgo con le sue torri e bastioni, offrendo al visitatore una vista panoramica che abbraccia Perugia, Assisi e Spello[7];
- Museo della città di Bettona: Pinacoteca Comunale nel Palazzetto del Podestà (1371) ospita il Museo della Città e tre dipinti di Pietro Perugino, la Madonna della Misericordia, Sant'Antonio di Padova e devoto e uno stendardo raffigurante la Madonna col Bambino tra i Santi Anna, Antonio e Crispolto che proteggono Bettona dalla peste, quest'ultimo finito dalla sua bottega (1512-13), così come altre opere di Iacopo Siculo, Dono Doni, Fiorenzo di Lorenzo, Andrea Della Robbia, El Greco e Jusepe de Ribera. Nella sezione archeologica si conservano due teste marmoree raffiguranti Venere e Domiziano, molto pregevoli. Dal 2021 il museo si arrichisce di un'altra preziosissima opera, un busto di Antonio Canova, un autoritratto firmato e datato che il celebre artista realizzò nel 1812 e che fu ritrovato, in maniera del tutto casuale, nel 2016 all'interno di un magazzino comunale nel convento di San Crispolto. Dopo un accurato restauro il busto è stato collocato all'interno del museo e presentato ufficialmente al pubblico il 22 settembre 2021.

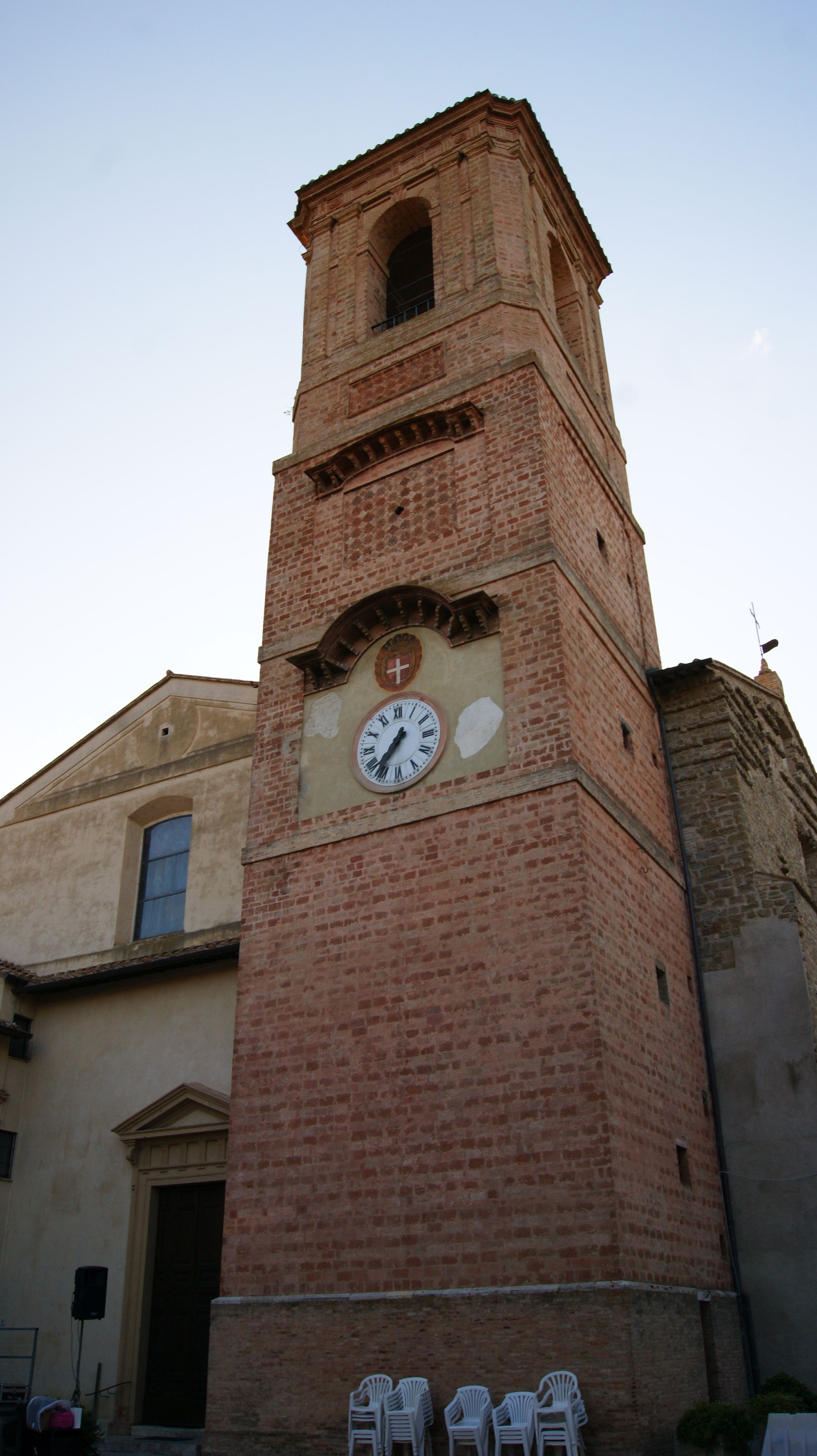
Facciata e campanile della chiesa di Santa Maria Maggiore

- Chiesa di Santa Maria Maggiore (XIII secolo): situata nel centro storico, è la principale chiesa di Bettona. La cappella gotica, dedicata a Santa Rita, è l'unica parte restante dell'antica chiesa Romana. La chiesa è stata rimaneggiata nel XVII secolo. L'altare principale è opera di Cruciano Egiduzio. L'abside fu affrescata nel 1939 dal pittore futurista Gerardo Dottori.

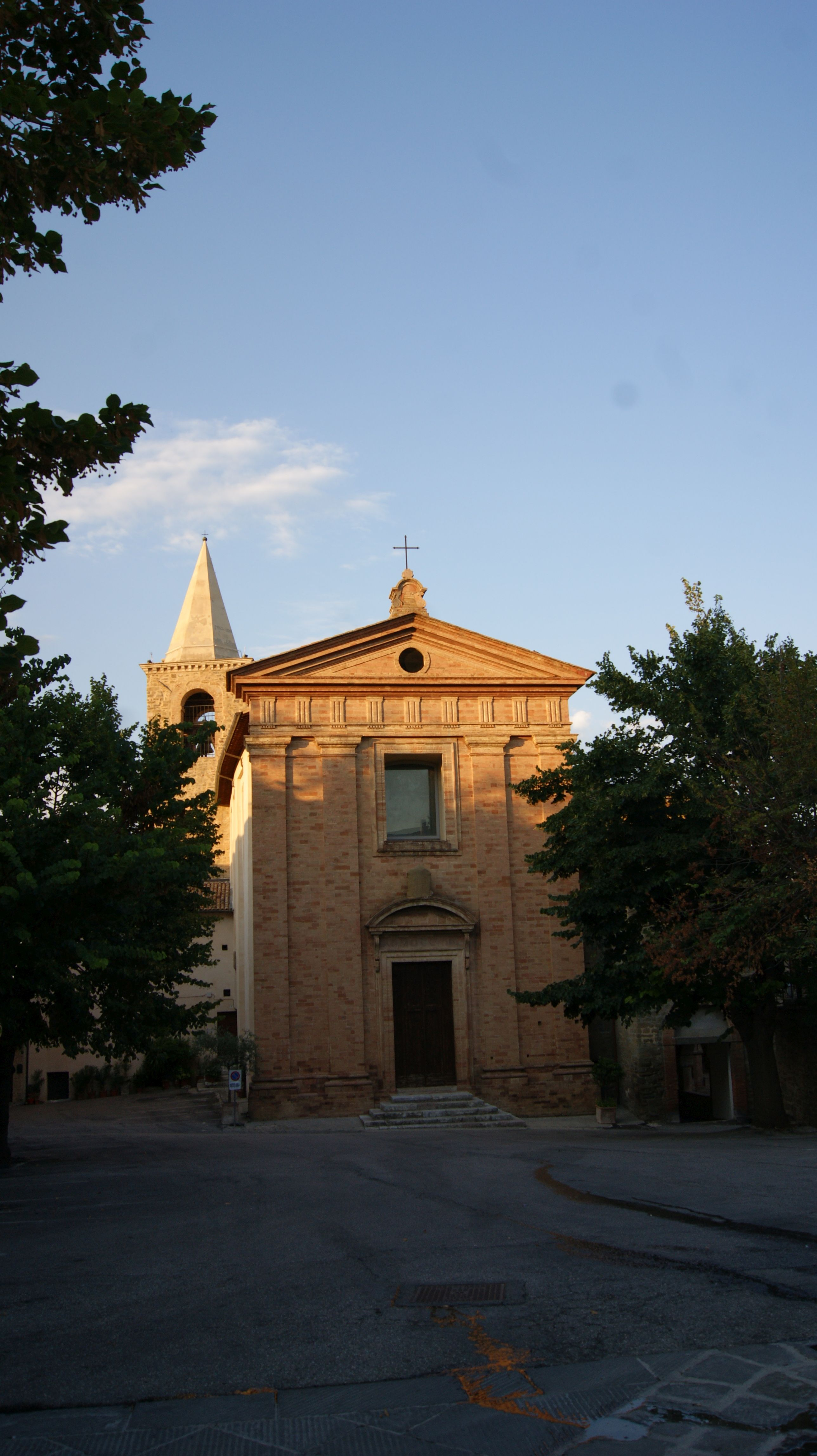
La chiesa di San Crispolto

- Chiesa di San Crispolto: eretta da monaci per conservare le spoglie del santo patrono (VIII secolo). La facciata settecentesca è di Antonio Stefanucci. È stata chiusa dopo il terremoto del 2017 e le spoglie del patrono sono state trasferite nella chiesa madre.

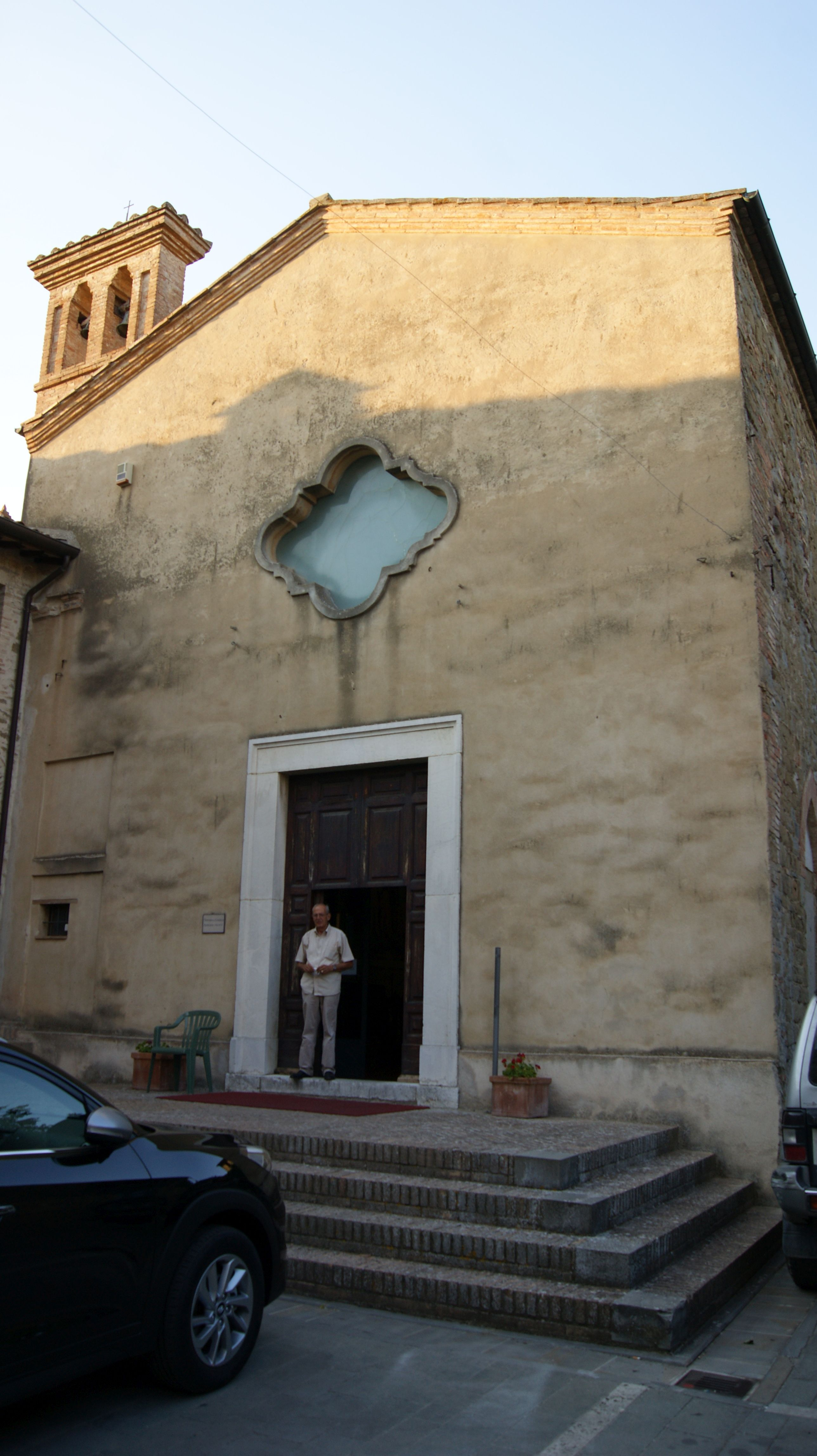
Oratorio di sant'Andrea

- Oratorio di Sant'Andrea: dove sono visibili splendidi affreschi della scuola di Giotto, datati 1394, che rappresentano la Passione di Cristo, oltre a tele barocche.
- Convento di Sant'Antonio di Padova (Bettona)

## Società

### Evoluzione demografica
Abitanti censiti

### Etnie e minoranze straniere
Secondo i dati ISTAT al 31 dicembre 2016 la popolazione straniera residente era di 472 persone (215 M / 257 F). Le nazionalità maggiormente rappresentate in base alla propria consistenza numerica erano:
| Paesi di provenienza | Unità (maschi/femmine) |
| -------------------- | ---------------------- |
| Marocco              | 98 (54 / 44)           |
| Romania              | 87 (39 / 48)           |
| Albania              | 77 (36 / 41)           |
| Cina                 | 27 (14 / 13)           |
| Polonia              | 20 (5 / 15)            |

## Amministrazione

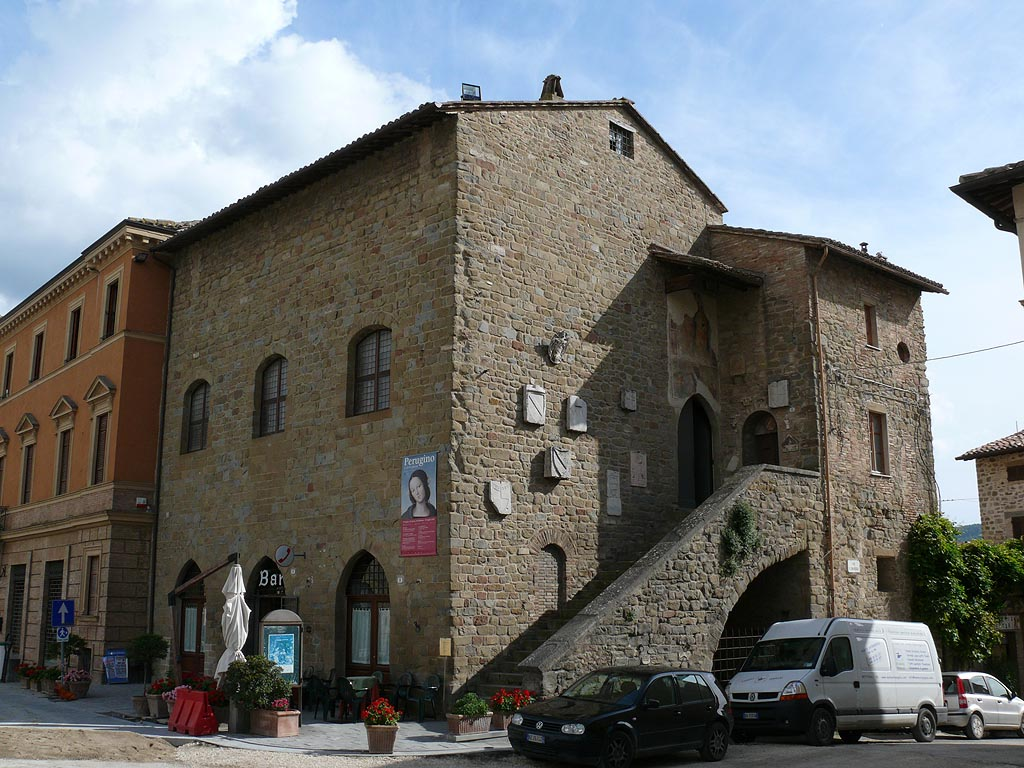
Il Palazzetto del Podestà

| Periodo        | Periodo        | Primo cittadino       | Partito                                         | Carica                    | Note   |
| -------------- | -------------- | --------------------- | ----------------------------------------------- | ------------------------- | ------ |
| 26 giugno 1985 | 27 maggio 1990 | Mario Marcantonini    | Indipendente                                    | Sindaco                   | [ 10 ] |
| 7 giugno 1990  | 23 aprile 1995 | Mario Marcantonini    | Indipendente Partito Democratico della Sinistra | Sindaco                   | [ 10 ] |
| 24 aprile 1995 | 13 giugno 1999 | Mario Marcantonini    | Centro-sinistra                                 | Sindaco                   | [ 10 ] |
| 14 giugno 1999 | 13 giugno 2004 | Mario Marcantonini    | Centro-sinistra                                 | Sindaco                   | [ 10 ] |
| 14 giugno 2004 | 17 luglio 2006 | Stefano Frascarelli   | Centro-sinistra                                 | Sindaco                   | [ 10 ] |
| 18 luglio 2006 | 28 maggio 2007 | Diego Vanella         |                                                 | Commissario straordinario | [ 10 ] |
| 29 maggio 2007 | 6 maggio 2012  | Lamberto Marcantonini | Lista civica                                    | Sindaco                   | [ 10 ] |
| 7 maggio 2012  | 3 gennaio 2016 | Stefano Frascarelli   | Centro-sinistra                                 | Sindaco                   | [ 10 ] |
| 4 gennaio 2016 | 5 giugno 2016  | Vincenzo Ferzoco      |                                                 | Commissario prefettizio   | [ 10 ] |
| 6 giugno 2016  | 4 ottobre 2021 | Lamberto Marcantonini | Quadrifoglio                                    | Sindaco                   | [ 10 ] |
| 4 ottobre 2021 | in carica      | Valerio Bazzoffia     | Bettona da vivere                               | Sindaco                   | [ 10 ] |